# Lachapelle-sous-Rougemont
Lachapelle-sous-Rougemont – miejscowość i gmina we Francji, w regionie Burgundia-Franche-Comté, w departamencie Territoire de Belfort.
Według danych na rok 1990 gminę zamieszkiwały 404 osoby, a gęstość zaludnienia wynosiła 83 osoby/km² (wśród 1786 gmin Franche-Comté Lachapelle-sous-Rougemont plasuje się na 374. miejscu pod względem liczby ludności, natomiast pod względem powierzchni na miejscu 814.).